# نيكوليتا يخوفا
نيكوليتا يخوفا (من مواليد 29 أغسطس 2000) هي لاعبة ألعاب قوى تشيكية في سباقات المضمار والميدان. وهي بطلة وطنية متعددة في سباق 400 متر حواجز، وحاصلة على الميدالية الذهبية في بطولة أوروبا تحت 23 سنة.  احتفظت باللقب الوطني التشيكي في سباق 400 متر حواجز، في بطولة التشيك التي أقيمت في يونيو 2022 في هودونين. مسجلة وقتًا قدره 55.93 ثانية لتتأهل للفوز بتصفياتها والتأهل إلى الدور نصف النهائي من سباق 400 متر في بطولة أوروبا 2022 التي أقيمت في ميونيخ، ألمانيا. في الدور نصف النهائي، سجلت جيشوفا أفضل وقت شخصي جديد قدره 55.48 ثانية دون التقدم إلى النهائي.
تم اختيارها للمشاركة في بطولة العالم لألعاب القوى 2023 في بودابست في أغسطس 2023، وتأهلت إلى الدور نصف النهائي. في 10 يونيو 2024 حققت أفضل رقم شخصي لها وهو 54.59 ثانية للتأهل للنهائي في بطولة أوروبا لألعاب القوى 2024 في روما، في النهائي احتلت المركز الرابع في الترتيب العام بزمن قدره 54.91 ثانية.